# 三郡山
三郡山（さんぐんさん）は、福岡平野と筑豊盆地の間に位置する標高935.9mの山である。三郡山地の最高峰であり、山頂は飯塚市であるが、糟屋郡宇美町、筑紫野市との境界に位置する。

## 概要
三郡山は三郡山地のほぼ中央に位置しており、九州自然歩道の一部となっている。北は若杉山から南は宝満山まで縦走路が形成されており、多くのハイカーが訪れている。三郡山地の最高峰であるため、西は福岡市や糸島市、北は玄界灘まで見渡せる。東は筑豊地区のほぼ全域が見渡せ、南は筑後川流域など耳納山地以北までが見渡せる。
この立地の良さから、山頂には、国土交通省大阪航空局福岡空港事務所三郡山航空路監視レーダーおよび遠隔対空通信施設（RCAG: Remote Control Air Ground）が設置されている。このレーダーは国内2番目(1番は箱根)の航空路監視レーダーとなる。1970年(昭和45年)に試験運用を開始、1973年(昭和48年)に正式運用を開始した。
レーダーの設置にあたって、昭和40年代前半に筑紫野市柚須原から山頂までの管理用舗装道路が整備された。この道路は管理専用であり、施錠された柵が麓に設置されていて一般車両は乗り入れができない。
道路の整備後、山頂には通信施設が設置されるようになり、福岡県防災行政無線、警察庁、国土交通省、放送各社、アマチュア無線などの通信施設が設置されている。かつてはNTTの中継通信施設が存在したが解体後に更地となり、同敷地を他の施設が利用している。
1973年（昭和48年)7月30日夜から31日未明にかけて、宝満、三郡山系を中心に最大時間雨量115mm、日雨量232mm (3時間) の集中豪雨が発生し、約3500箇所で山腹崩壊が発生。土石流となって渓流を流下し下流に大きな被害(死者24名、被災家屋35143戸、田畑の冠水埋没2628ha等の大災害となった。

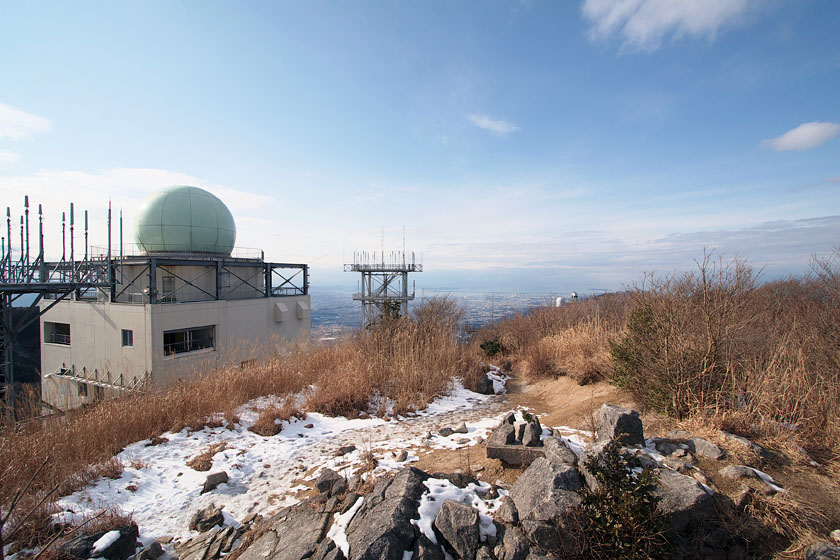
頂上の様子